# Ерліфт

Рис. 1.

Рис. 2.

Рис. 3.

Ерліфт — пристрій, призначений для піднімання рідини або суміші рідини і твердого зернистого матеріалу з деякої глибини на певну висоту за допомогою стиснутого газу (повітря, пари), змішаного з нею.

## Принцип роботи
Принцип роботи ерліфта полягає в наступному. Якщо в нижню частину труби, опущеної у воду, вводити повітря під достатнім тиском, то повітряна емульсія (суміш води і бульбашок повітря), що утворилася в трубі, підніматиметься завдяки різниці питомих мас емульсії в трубі і води в свердловині. Природно, що емульсія тим легша, чим більше в ній бульбашок повітря.
На використанні Е. ґрунтується принцип дії ерліфтних флотаційних машин, ерліфтного підйому. Е. використовуються для гідропідйому гірської маси (вугілля і породи) з шахти на поверхню, очистки зумпфів, шахтного водовідливу, видобування піску, гравію з дна різноманітних водойм (рік, озер, боліт), свердловинного гідравлічного видобутку корисних копалин. В Донецькому державному технічному університеті розроблена гірничо-морська ерліфтна установка для підйому конкрецій з дна світового океану (до 6 000 м).
Іноді ерліфтом називають компресорний (з використанням повітря) спосіб видобування нафти.
Основні конструктивні елементи ерліфта (рис.2): всмоктувальний пристрій 1, призначенням якого є забезпечення рівномірної дозованої подачі твердого матеріалу до вхідної труби (хвостовика) 2; змішувач 3, призначений для змішування рідини (гідросуміші) із стисненим повітрям і утворення, таким чином, дво- (рідина–повітря) або трифазної (рідина–повітря–твердий матеріал) суміші з якомога більшим коефіцієнтом передачі енергії від повітря до рідини; підйомна труба 4, призначена для переміщення дво- або трифазної гідросуміші у вертикальному (іноді похилому) напрямку від змішувача до повітровідокремлювача 5, призначенням якого є розділення трифазного потоку на повітря, яке виходить в атмосферу, та гідросуміш, яка надходить до зливної труби 6; повітро-подавальна труба 7, якою стиснене повітря від компресора 8 надходить до змішувача.
До основних параметрів ерліфта належать: h — абсолютне (геометричне) занурення, відстань від рівня води у зумпфі (водоймищі) до місця входу стисненого повітря у змішувач, м; Н — відстань від рівня води у зумпфі (водоймищі) до місця зливу гідросуміші з повітровідокремлювача, м; параметри h та Н взаємозв'язані, а величина їх залежить від величини відносного занурення, Qе — подача ерліфта, м3/г; Qп — витрата стисненого повітря, м3/г; D — діаметр підйомного трубопроводу, м.
На рис. а представлена гідравлічна схема односекційної ерліфтної установки, яка має найбільше розповсюдження. Приплив гідросуміші Qпр., який надходить з різних пунктів її утворення (вибоїв, вуглесосних станцій, каналів золошлаковидалення і т. і.), через вузол приготування гідросуміші 1 спрямовують до зумпфа 2. При відсутності подачі повітря вода заповнює всі порожнини ерліфта до розрахункового рівня h занурення змішувача 4. Твердий матеріал накопичується на дні зумпфа навколо дозуючого всмоктуючого пристрою 3. При відкачуванні однорідної рідини всмоктувальний пристрій не потрібен. Стиснене повітря від компресора 9 по повітропроводу 5 надходить у змішувач. Трьохфазна суміш (повітря-вода-твердий матеріал) піднімається підйомною трубою 6 до повітровідокремлювача 7, звідки повітря виходить в атмосферу, а гідросуміш по трубопроводу 8 надходить до системи гідравлічного транспортування (до споживача або на переробку).
Суттєвою вадою схеми, яку наведено на рис. 3-а, є необхідність осушування нижньої частини зумпфа при планових або аварійних ремонтах всмоктувального пристрою, змішувача та нижньої частини підйомної труби, що за відсутностю іншого зумпфа збільшує тривалість зупинки технологічного процеса. При відсутності можливості побудови резервного зумпфа рекомендовано застосовати односекційну схему з “сухим” зумпфом (рис. 3-б). По такій схемі гідросуміш надходить до попереднього збірника 1, звідки бустерним ерліфтом 10 або вуглесосом (на рисунку не показано) її відкачують у проміжну приймальну ємність 11 і далі по трубопроводу 13 спускають  униз у проміжний всмоктуючий пристрій 3 герметичного типу, який розташовано на дні головного зумпфа 2. Подальший процес є аналогичним до схеми, яка представлена на рис. 3-а. Висота підйому бустерного ерліфта або напір вуглесоса по такій схемі складає не більше 5 м, а подача має бути більшою на 3-5 % за подачу головного ерліфта.
Така різність подач підтримує сталий рівень у проміжній ємності за рахунок перелива частини рідини по трубопроводу (або жолобу) 12 у попередній збірник гідросуміші, створюючи умови для автоматичної стабілізації робочого режиму головного ерліфта. Дозування подачі твердого матеріалу до головного ерліфта забезпечує всмоктувальний пристрій, який встановлено у попередньому збірнику гідросуміші на бустерному ерліфті або на всмоктуванні вуглесоса.
Ще одна різновидність односекційної схеми, особливістю якої є наявність довгої подаючої труби, представлена на рис. 3-в. Такий варіант може бути застосованим для створення ерліфтних систем підйому сировини з дна глибоких водоймищ, морів та океанів, а також для очищення затоплених стволів та глибоких зумпфів шахт. Глибину занурення змішувача 2 визначає тиск компресорної станції.

## Історія
Відкриття ерліфтного водопідйому припадає на 1797 р. і належить німецькому гірничому інженерові Карлу Лошеру. Унаслідок слабкого розвитку компресорної техніки того періоду ерліфтний спосіб гідропідйому розвитку не одержав і був витиснений насосним способом.
В 1846 р. вперше були використані ерліфти, які носили назву маммут-насосів, у вигляді підйомних труб при перемішуванні рідини в посудинах і, в дуже незначній мірі, для підйому води зі свердловин невеликих глибин. Практичне застосування ерліфта для транспортування рідин почалося з 1882 р. До того часу одержала визнання запропонована доктором Ю. Поле проста конструкція ерліфта. Починаючи з цього періоду в літературі з'являється ряд робіт, в яких освітлюється досвід застосування ерліфтів, пояснюються деякі фізичні процеси, що проходять в ерліфті, робляться перші кроки для розробки системи розрахунку ерліфтів.
Одне з перших відомих в літературі досліджень ерліфта, проведене на типовій установці в 1898 р. професором вищої технічної школи в Берліні Іоссе. В результаті цих досліджень він встановив деякі особливості характеристик ерліфта і деякі кінематичні властивості руху водоповітряної суміші. Відомі випадки застосування ерліфта для розвантаження риби з шаланд на Балтійському морі. Перше широке застосування ерліфтов почалося в нафтовій промисловості на Бакинському родовищі нафти з 1897 р. Цей спосіб видобутку нафти був запропонований російськими інженерами Шуховим і Барі, про що писав ще в 1886 р. відомий хімік Д. І. Менделєєв. Спочатку як робочий агент в цих ерліфтах застосовували стисле повітря, а в 20-х роках XX сторіччя разом з повітрям на нафтових промислах знайшов застосування природний або попутний газ, чому ерліфти одержали назву газліфти.
Перші спроби застосування ерліфтов в США на промислах в штатах Техас і Луїзіана почалися з 1901 р., а з 1909 р. цей метод почали застосовувати і в Каліфорнії. З 1927 р. за газліфтному принципом стали здобувати нафту в Оклахомі в Семіноле.
Перше уявлення про принцип роботи ерліфта зводилося до того, що підйом рідини в підйомній трубі ерліфта відбувається унаслідок різниці щільності рідини зовнішнього тиску і водоповітряної суміші безпосередньо в підйомній трубі. Теорія газліфта одержала розвиток після публікації в 1909 р. роботи Лоренца, в якій рух газорідинної суміші у вертикальній трубі розраховувався на підставі диференціального рівняння Бернуллі для гомогенного середовища, що стискається. Надалі з уявлення про газорідинну суміш як про гомогенну рідину виходили в своїх роботах: Перені (1911 р.), Кербе (1912 р.), Гібсон (1930 р.), Лейбензон (1931 р.), В. Г. Гейєр (1945 р.) і ін. 1929 року Верслуїс розробив математичний аналіз двофазного потоку як доповнення до теорії про фонтануючі свердловини. Досліджуючи структури гідросуміші, Дорапські і Шуберт встановили, що четочная структура відповідає найбільш економічній роботі ерліфта. У 1930 р. в Каліфорнійському університеті проводяться дослідження по підйому нафти на висоту 41,4 фута в трубі діаметром 2 дюйми.
В 1936 р. Гослайн визначив продуктивність (подачу) ерліфта шляхом використання води і нафти, а також швидкість потоку у вертикальній трубі. У цьому ж році Крамер провів дослідження, в яких була одержана рухома суміш води і повітря по вертикальній трубі. Було встановлено такі чотири види двофазного (водоповітряного) потоку:
- рідина, що розпилюється з газом (повітрям);
- газ, що розсіюється з рідиною; газові поршні, взаїморассєїваємиє з рідкими блоками;
- кільцеподібний потік краплинної рідини уздовж стінки труби, що оточує газове ядро, відносно вільне від краплинної рідини.

Були також досліджені дії занурення ерліфта, співвідношення води і повітря, температури рідин на характеристики потоку.

### Початок промислового використання
На початку 30-х років німецька фірма «A. Borsig» виготовила серію ерліфтних снарядів для видобування гравію. Приблизно в цей же час у Франції був створений ерліфтний снаряд системи de М. Henry Jandin для річкового днопоглиблення.
В 1953 р. в Дорогськом вугільному тресті (Угорщина) були початі роботи по застосуванню ерліфта для видобування піску з-під води (ерліфтний снаряд системи F. Levardi.). У Угорщині були виготовлені ерліфтні снаряди типу HP різної модифікації, системи «Гідроп» і «Гідроп зонд», експериментальний «Немзет». Промислове товариство «Bohr und Bau» в місті Мерзебург (НДР) з 1962 р. випускає три типу ерліфтних земснарядів системи НКА. Виготовлялися і експлуатувалися ерліфтні снаряди в США: у 1949 р. Р. Т. Гофманом був запатентований ерліфтно-землесосний снаряд, снаряд «Сюбік Бей», снаряди фірми «Ocean Scince and Engineering Inc.», снаряд «Діпси Майне», снаряди компанії «Marin diamond corporation Ltd.» типу «Бадж», «Емерсон», "Діаман-ткуо і ін. Англійська фірма «Alluvial Mining and Sehaft Sinking Co, Ltd.» сконструювала і серійно виготовляє снаряд типу «Амдріл». З 1956 р. проводилися досліди з ерліфтнимі снарядами системи Мінморфлота СРСР на Азовському морі, а з 1962 г.-інститутом «Вндінеруд» і з 1975 р. — ДПІ. 1936 року Тупіцин П. М. запропонував метод свердловинного гідровидобутку (СГД) для розробки рихлих порід. Надалі, як в СРСР, так і за кордоном (США, Польща) з'явилося багато пропозицій за способами і устаткуванням СГД у тому числі і з ерліфтним гідропідйомом. Починаючи з 1964 року в Державному науково-дослідному інституті гірничо-хімічної сировини (ГИГХС) ведуться дослідницькі роботи по розробці і впровадженню технології свердловини гідровидобутку на Кингисепськом родовищі фосфорітов. Ними накопичений досвід, що охоплює цілий комплекс дослідницьких робіт по різних аспектах свердловини, в які входили лабораторні і теоретичні дослідження гідровидобутку, конструкторські опрацьовування і промисловий експеримент. Фірма «Маркона» (США) випускає уніфіковані вузли для СГД (гідромонітор, пульповидачноє пристрій, всмоктуючий патрубок, пристрій для дроблення шматків твердого матеріалу і ін.). Устаткування (пересувна платформа з буровими установками, насосом, сепаратором і підйомним механізмом) призначене для гідровидобутку урану, карналіта, нафти, бітумінозних пісків, вугілля і інших корисних копалини, які не можуть розроблятися відкритим або підземним способом.
З 1943 р. в ДПІ починаються роботи із створення і впровадження ерліфтів для відкачування затоплених шахт Донбасу. Починаючи з цього періоду діє школа «ерліфтчиков» і розробників різних гідротанспортних систем під керівництвом Гейера В. Г.
Після другої світової війни на території СРСР ерліфти знаходять широке застосування в різних галузях промисловості:
- у вугільній промисловості (для відкачування води із затоплених післявоєнних шахт, що з'явилося єдиним способом ефективного видалення води з шахт і стало поштовхом для впровадження ерліфтів в інших галузях: для очищення різних шахтних водовідливних місткостей, таких як зумпфи стовбурів, попередні відстійники води, колодязі тощо;
- для гідропідйому гірської маси;
- для водовідливу при проходці стовбурів;
- для дільничного і погоризонтного водовідливу);
- в будівельній справі (для здобичі і гідропідйому піску і гравію, здобич свердловини);
- на заводах і фабриках при перекачуванні агресивних рідин і кислот;
- на збагачувальних і гірничо-рудних комбінатах (підйом гірської маси, водовідлив);
- на теплових електростанціях для гідропідйому і подальшого самопливного гідротранспорту золи і шлаку;
- в хімічних і металургійних виробництвах (знежирення судин і деталей, гідропідйом шлаку і окалини і ін.);
- підйом корисних (конкреций) копалин з дна водоймищ, на цукрових заводах і т. д.

Починаючи з цього періоду у вітчизняній і зарубіжній літературі з'являється велика кількість робіт, присвячених різним питанням теорії і практики ерліфтов. Цими питаннями займалися такі вітчизняні учені, як Аргунов П. П., Арманд А. А., Архангельській В. А., Багдасаров B. Ф., Бакланів В. Д., Герман А. П., Гейер В. Г., Газієв Н. Г., Герсеванов Н. М., Груба В. І., Достерін С. І., Козлов Б. К., Кутателадзе С. С, Крилов А. П., Лутошкин Г. С., Логвінов Н. Г., Мамаєв В. Л., Меліков B. C., Муравьев І. М., Пірверзян A. M., Пороло Л. В, Репін Н. Н., Телетов Г. С., Шищенко Р. І. і багато інших.
Особливу увагу слід приділити школі дослідників і розробників ерліфтов різного призначення Донецького політехнічного інституту, керівником і творцем якої був Гейер В. Г., а після його смерті продовжують цього напряму стали Груба В. І., Логвінов Н. Г. і ін. Практичним аспектам використання ерліфтів присвячені роботи дослідників цього інституту (окрім авторів) Адамова Б. І., Антонова Я. К., Вінди Б. В., Глухман Л. Л., Гого В. Б., Данілова Е. І., Деканенко В. Н., Каплюхина А. А., Костанди B. C., Костенко А. Г., Малєєва В. Б., Малигина С. С, Мизерного В. И., Миргородського Вал. Г., Миргородського Вл. Г., Скориніна Н. І., Стегнієнко А. Л., Стіфєєва Ф. Ф., Тріллера Є. А., Уськова Є. В., Чеченева А. І., Хубаєва В. В., Шевченко В. Ф. та інших.
Із доступної авторам інформації слід згадати внесок зарубіжних учених: М. Weber, M. E. Dedegil, G. Clauss (Німеччина); N. N. Clark, R. J Dabolt, I. Stankovich, K. Woolever, T. P. Meloy, R. L. C. Flemmer, J. N. Stone (США); K. Sekoguchi, K. Matsumura, T. Nunako (Японія); B. P. A. Grandjean, F. Ajersch, P. J. Carrean, I. Patterson (Канада); N. Apazidis (Швеція); F. Berleur, M. Giot (Бельгія); U. Sreedharan, S. B. Koganti, G. R. Balasubramanian (Індія). Всі ці учені до певної міри сприяли розвитку теорії і практичного застосування ерліфтів.

## Область застосування ерліфтів
Ерліфти різної продуктивності застосовуються:
1. для подачі активного циркуляційного мулу і підйому стічної рідини на невелику висоту на каналізаційних очисних спорудах;
2. для подачі хімічних реагентів на водопровідних очисних спорудах;
3. для подачі води з свердловин;
4. найважливішою галуззю застосування ерліфтів є нафтовидобувна.

Досвід показав, що разом з деякими недоліками (порівняно малий коефіцієнт корисної дії, неможливість підйому рідини з малої глибини), ерліфти володіють рядом переваг, які найпомітніші при експлуатації на очисних спорудах:
- простота пристрою;
- відсутність рухомих частин;
- допустимий вміст суспензії в необмеженій кількості в рідині, що транспортується;
- джерелом енергії служить стиснене повітря, що поступає від повітродувок.
- Різноманіття схемних і конструктивних рішень ерліфтів дозволяє використовувати їх в різних галузях виробництва.

Для нормальної роботи ерліфта необхідне деяке геометричне занурення h змішувача (відстань від рівня води у зумпфі до місця входу стислого повітря в змішувач), величина якого залежить від висоти підйому H (відстань від рівня води у зумпфі до місця зливу пульпи з повітрявіддільника)гідросуміші і коливається від декількох метрів до десяток і сотень метрів.

### Ерліфтні підйомні установки
Ерліфт є основним технологічним вузлом ерліфтних підйомних установок, які використовують для піднімання гірничої маси з шахти на поверхню, очищення зумпфів водовідливу на шахтах із традиційною технологією, а також видобутку донних відкладень (піску, гравію, корисних копалин) з дна рік, озер, морів та інших природних та штучних водоймищ. Переміщення гідросуміші насиченої повітрям здійснюється за рахунок різниці тисків, яку створюють стовпи неаерованої і аерованої гідросуміші.
Ерліфти мають високу надійність, довговічність, прості у експлуатації, характеризуються високим самовирівнюванням, що спрощує реалізацію їх ефективного автоматичного управління.